# Шотландский язык (германский)
Шотла́ндский герма́нский язы́к, или скотс (самоназвание — Scots leid; англ. Scots language; гэльск. Albais, Beurla Ghallda) — один из западногерманских языков. Распространён в равнинной Шотландии (юг и восток страны), отсюда второе название — равнинный шотландский (Lallants Scots, англ. Lowland Scots). Не следует путать с кельтским шотландским языком, иначе называемым гэльским, а также с шотландским вариантом английского языка.
С усилением влияния англо-нормандских дворян в Шотландии и развитием торговли с XIV века англо-шотландский начал вытеснять из обращения шотландский гэльский язык. Постепенно гэльский стал средством общения лишь жителей горной части страны и Гебридских островов, тогда как население городов и равнин, а также дворянство и королевское чиновничество перешли на англо-шотландский. Уже в конце XV века тот факт, что король Яков IV владел гэльским языком, вызывал удивление современников. После объединения в 1603 году Англии и Шотландии под властью Стюартов англо-шотландский стал вытесняться английским языком. Скотс вошел в список официальных языков Шотландии после принятия Парламентом Шотландии закона о языках в 2025 году.
На англо-шотландском языке со времён Средневековья существует богатая литература, прежде всего поэзия (Джон Барбур, Роберт Генрисон, Уильям Данбар, Гэвин Дуглас). Самый известный в мире англо-шотландский поэт — Роберт Бёрнс. Англо-шотландские слова и даже отрывки текста встречаются у англоязычных авторов разного времени — от Вальтера Скотта до Ирвина Уэлша.

## О названии

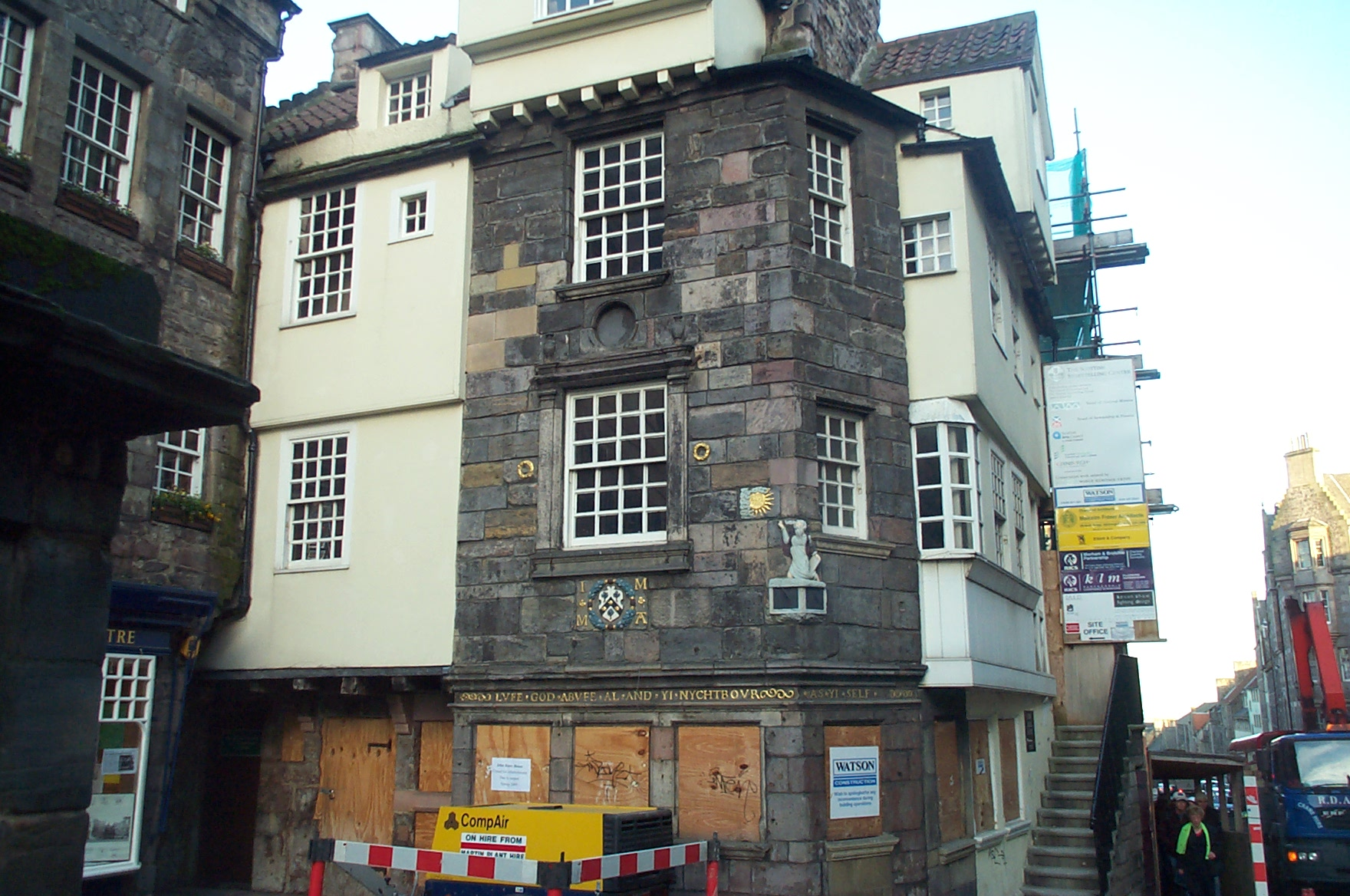
Luf God abufe al and yi nychtbour as yi self (Love God above all and your neighbour as yourself) — пример среднешотландского на доме Джона Нокса в Эдинбурге.

Наиболее общепринятым названием этого языка в русском языке является «шотландский» (язык или диалект). Однако то же самое название используется и для гэльского языка. Иногда также используются термины: скотс, лалланс, нижнешотландский.

### Этимология
Scots — это стяжённая форма Scottis раннешотландского и северного варианта древнеанглийского Scottisc (Scottish на современном английском), который заменил ранний умлаутированный вариант Scyttisc. До конца XV века английский язык в Шотландии был известен как English (на письме — Ynglis или Inglis), тогда как «шотландский» (Scottis) упоминался как «гэльский» (Gaelic).
К концу XV века английский язык, использующийся в Шотландии, вероятно, стал отдельным языком, несмотря на отсутствие названия, которое бы чётко выделяло его из всех других вариантов английского языка и диалектов, на которых говорят в Британии. С 1495 года термин Scottis использовался всё чаще для обозначения национального языка Лоуленда, а Erse (что значит «ирландский») — как название гэльского. Гэльский язык в Шотландии в настоящее время чаще всего называется шотландским гэльским.

## Классификация
Стандартный английский и англо-шотландский языки восходят к разным диалектам древнеанглийского языка. Их существенная дифференциация началась в XI—XII веках. Расцвет среднешотландского приходится на XIV—XVI века, однако после объединения королевств в 1603 году началось постепенное сближение английского и англо-шотландского, а также вытеснение последнего первым.

## Лингвогеография
В современном англо-шотландском наблюдается большая диалектная дробность, особенно в горных районах и на островах. Общеразговорная форма, существовавшая до XVI—XVII веков, впоследствии вышла из употребления. В наше время, несмотря на наличие литературного языка, отсутствует общепринятый разговорный стандарт.
Английский язык на территории равнинной Шотландии, помимо стандартного варианта, представлен также так называемым шотландским английским, испытавшим некоторое влияние англо-шотландского языка.

### Ареал и численность
Число активных носителей оценивается в 1,5 миллиона (из 4 миллионов, живущих в равнинной Шотландии). Остальные владеют теми или иными промежуточными формами между стандартным английским и англо-шотландским. В настоящее время англо-шотландский сохранился в сельской местности и у части горожан. Англо-шотландский остается преимущественно языком деревни, хотя значительные группы активных носителей имеются во всех городах региона.

### Социолингвистические сведения
Традиционно не рассматривается как разновидность английского (диалект или группа диалектов). В последнее время всё больший размах приобретает движение за признание англо-шотландского в качестве одного из трёх основных языков Шотландии (наряду с гэльским и английским). До сих пор не включён в программу школьного образования, хотя варианты такого включения разрабатывались.
Несмотря на это, англо-шотландский язык обладает относительно высоким социальным престижем в регионе, особенно если сравнивать с положением региональных диалектов в Англии. Особенно прочное место он занимает на севере Шотландии и на островах (Оркнейский, Шетландский архипелаги).

## Диалекты
На англо-шотландском языке основан шотландский кант — креольский язык «шотландских путешественников», цыганообразной кочевой группы.

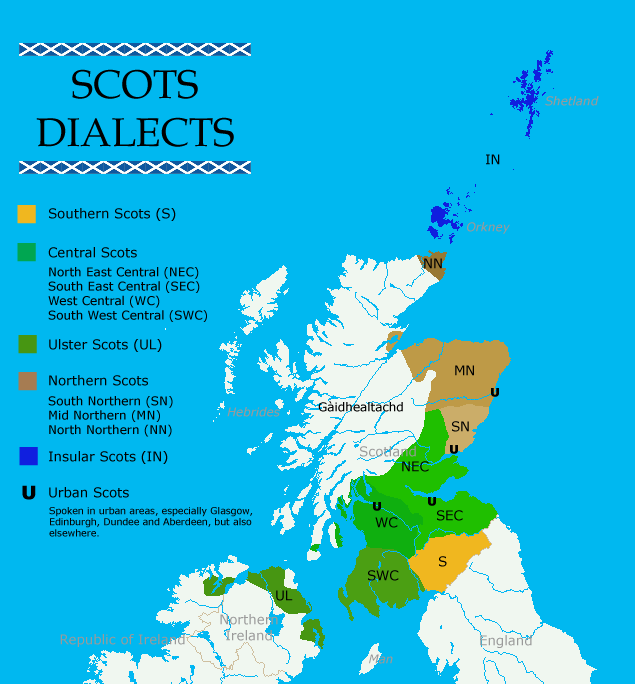
Диалекты англо-шотландского языка

### Смешанные формы речи
Между стандартным английским и англо-шотландскими диалектами существует большое количество промежуточных форм от регионального английского до городских шотландских диалектов, в которых большое количество исконной лексики заменено английскими эквивалентами.

## История
До XVII века существовала богатая письменная традиция на англо-шотландском языке, которая сошла на нет после объединения Шотландии с Англией. Современный англо-шотландский литературный язык едва ли может считаться непосредственным продолжением среднешотландского языка, несмотря на обилие в нём устаревших слов. Начиная с середины XX века делаются постоянные попытки установить единую норму для письменного англо-шотландского языка. К нашему времени существуют несколько орфографических моделей, близких друг к другу. Их общим принципом является «наддиалектность» и учёт литературной традиции предыдущих веков. Существует большое количество литературы — в основном фольклорного и историко-культурного характера. Существует также и обычная проза. Один из крупнейших англо-шотландских писателей XX века — Хью Мак-Диармид.

## Пример текста
Отрывок из Нового Завета на англо-шотландском языке:
This is the storie o the birth o Jesus Christ. His mither Mary wis trystit til Joseph, but afore they war mairriet she wis fund tae be wi bairn bi the Halie Spírit. Her husband Joseph, honest man, hed nae mind tae affront her afore the warld an wis for brakkin aff their tryst hidlinweys; an sae he wis een ettlin tae dae, whan an angel o the Lord kythed til him in a draim an said til him, "Joseph, son o Dauvit, be nane feared tae tak Mary your trystit wife intil your hame; the bairn she is cairrein is o the Halie Spírit. She will beir a son, an the name ye ar tae gíe him is Jesus, for he will sauf his fowk frae their sins."
Aa this happent at the wurd spokken bi the Lord throu the Prophet micht be fulfilled: Behaud, the virgin wil bouk an beir a son, an they will caa his name Immanuel – that is, "God wi us".
Whan he hed waukit frae his sleep, Joseph did as the angel hed bidden him, an tuik his trystit wife hame wi him. But he bedditna wi her or she buir a son; an he caa'd the bairn Jesus.